# Buftea
Buftea je grad u južnoj Rumunjskoj, glavni grad županije Ilfov. 

## Zemljopis
Buftea se nalazi se u središnjem dijelu povijesne pokrajine Vlaške, u okviru Muntenije. Grad se nalazi oko 20 km sjeverozapadno od Bukurešta. Prostire se na 57,36 km², a na 110 metara nadmorske visine.

## Stanovništvo
Po popisu stanovništva iz 2002. godine grad ima 20.350 stanovnika, dok je prosječna gustoća naseljenosti 437 stan/km² Većinsko stanovništvo su Rumunji, a od manjina tu žive samo Romi.

## Vanjske poveznice
- Službena stranica grada